# Forme
Forme este o localitate din comuna Škofja Loka, Slovenia, cu o populație de 121 de locuitori.